# Bake Off Italia - Dolci in forno (ottava edizione)
L'ottava edizione di Bake Off Italia - Dolci in forno è andata in onda dal 4 settembre 2020 al 4 dicembre 2020 su Real Time. La location di quest'anno è rimasta Villa Borromeo d'Adda, ad Arcore, così come è stata riconfermata Benedetta Parodi in qualità di presentatrice della gara. È variato, invece, il gruppo dei giudici, dacché al terzetto delle ultime tre edizioni (Ernst Knam, Clelia d'Onofrio e Damiano Carrara) si è aggiunta Csaba dalla Zorza.

## Concorrenti
| Pos. | Concorrente               | Età | Occupazione            | Città            | Stato                |
| ---- | ------------------------- | --- | ---------------------- | ---------------- | -------------------- |
| 1ª   | Sara Moalli               | 28  | Designer               | Gallarate        | Vincitrice           |
| 2ª   | Monia De Carolis          | 45  | Impiegata in banca     | Folignano        | Seconda classificata |
| 3°   | Philippe Chini            | 25  | Fisioterapista         | Segno            | Terzo classificato   |
| 4ª   | Maria Di Zoglio           | 26  | Impiegata              | Vairano Patenora | Eliminata            |
| 5°   | Matteo Felici             | 35  | Fotografo              | Milano           | Eliminato            |
| 6ª   | Elena Gasponi             | 20  | Neodiplomata           | Conegliano       | Eliminata            |
| 7ª   | Alessandra Gervasi        | 38  | Casalinga              | Anzio            | Eliminata            |
| 8°   | Donato Caporaso           | 36  | Barman                 | Bologna          | Eliminato            |
| 9°   | Arturo Albani             | 36  | Tecnico                | Rimini           | Eliminato            |
| 10°  | Giovanni Stilo            | 24  | Tecnico informatico    | Locate Varesino  | Eliminato            |
| 11ª  | Valeria Tornatore         | 38  | Cantante lirica        | Palermo          | Eliminata            |
| 12ª  | Elisabetta della Mattia   | 59  | Impiegata in banca     | Milano           | Eliminata            |
| 13°  | Gino Del Monte            | 28  | Studente universitario | Firenze          | Eliminato            |
| 14°  | Fedele Battipede          | 44  | Attore teatrale        | Castrovillari    | Eliminato            |
| 15ª  | Alessia Merendino         | 28  | Maestra d'asilo        | Padova           | Eliminata            |
| 16ª  | Chiara Cajelli            | 34  | Food-blogger           | Varano Borghi    | Eliminata            |
| 17°  | Giacomo "Peperita" Liuzzi | 37  | Impiegato e drag queen | Milano           | Ritirato             |

## Tabella eliminazioni
| 1  | Alessandra | Arturo     | Alessandra | Alessandra | Alessandra | Monia      | Sara       | Alessandra | Maria      | Elena    | Sara     | Sara     | Philippe | Sara     | Sara  |  |  |  |  |  |  |  |  |  |  |  |  |  |  |  |  |  |  |  |  |  |  |  |  |  |  |  |  |  |  |  |  |  |  |  |  |  |  |  |  |  |  |  |  |  |  |  |  |  |  |  |  |  |  |  |  |  |  |  |  |  |  |  |  |  |  |  |  |  |  |  |  |  |  |  |  |  |  |  |  |  |  |  |  |  |  |  |  |  |  |  |  |  |  |  |  |  |  |  |  |  |  |  |  |  |  |  |  |  |  |  |  |  |  |  |  |  |  |
| 2  | Alessia    | Elena      | Arturo     | Arturo     | Donato     | Matteo     | Philippe   | Monia      | Philippe   | Maria    | Maria    | Monia    | Sara     | Monia    | Monia |  |  |  |  |  |  |  |  |  |  |  |  |  |  |  |  |  |  |  |  |  |  |  |  |  |  |  |  |  |  |  |  |  |  |  |  |  |  |  |  |  |  |  |  |  |  |  |  |  |  |  |  |  |  |  |  |  |  |  |  |  |  |  |  |  |  |  |  |  |  |  |  |  |  |  |  |  |  |  |  |  |  |  |  |  |  |  |  |  |  |  |  |  |  |  |  |  |  |  |  |  |  |  |  |  |  |  |  |  |  |  |  |  |  |  |  |  |  |
| 3  | Donato     | Fedele     | Donato     | Donato     | Giovanni   | Maria      | Monia      | Sara       | Sara       | Matteo   | Monia    | Philippe | Monia    | Philippe |       |  |  |  |  |  |  |  |  |  |  |  |  |  |  |  |  |  |  |  |  |  |  |  |  |  |  |  |  |  |  |  |  |  |  |  |  |  |  |  |  |  |  |  |  |  |  |  |  |  |  |  |  |  |  |  |  |  |  |  |  |  |  |  |  |  |  |  |  |  |  |  |  |  |  |  |  |  |  |  |  |  |  |  |  |  |  |  |  |  |  |  |  |  |  |  |  |  |  |  |  |  |  |  |  |  |  |  |  |  |  |  |  |  |  |  |  |  |  |
| 4  | Giovanni   | Gino       | Elena      | Elena      | Maria      | Philippe   | Alessandra | Maria      | Monia      | Monia    | Matteo   | Maria    | Maria    |          |       |  |  |  |  |  |  |  |  |  |  |  |  |  |  |  |  |  |  |  |  |  |  |  |  |  |  |  |  |  |  |  |  |  |  |  |  |  |  |  |  |  |  |  |  |  |  |  |  |  |  |  |  |  |  |  |  |  |  |  |  |  |  |  |  |  |  |  |  |  |  |  |  |  |  |  |  |  |  |  |  |  |  |  |  |  |  |  |  |  |  |  |  |  |  |  |  |  |  |  |  |  |  |  |  |  |  |  |  |  |  |  |  |  |  |  |  |  |  |
| 5  | Maria      | Giovanni   | Elisabetta | Elisabetta | Matteo     | Sara       | Elena      | Philippe   | Matteo     | Philippe | Philippe | Matteo   |          |          |       |  |  |  |  |  |  |  |  |  |  |  |  |  |  |  |  |  |  |  |  |  |  |  |  |  |  |  |  |  |  |  |  |  |  |  |  |  |  |  |  |  |  |  |  |  |  |  |  |  |  |  |  |  |  |  |  |  |  |  |  |  |  |  |  |  |  |  |  |  |  |  |  |  |  |  |  |  |  |  |  |  |  |  |  |  |  |  |  |  |  |  |  |  |  |  |  |  |  |  |  |  |  |  |  |  |  |  |  |  |  |  |  |  |  |  |  |  |  |
| 6  | Matteo     | Matteo     | Maria      | Maria      | Monia      | Donato     | Maria      | Elena      | Elena      | Sara     | Elena    |          |          |          |       |  |  |  |  |  |  |  |  |  |  |  |  |  |  |  |  |  |  |  |  |  |  |  |  |  |  |  |  |  |  |  |  |  |  |  |  |  |  |  |  |  |  |  |  |  |  |  |  |  |  |  |  |  |  |  |  |  |  |  |  |  |  |  |  |  |  |  |  |  |  |  |  |  |  |  |  |  |  |  |  |  |  |  |  |  |  |  |  |  |  |  |  |  |  |  |  |  |  |  |  |  |  |  |  |  |  |  |  |  |  |  |  |  |  |  |  |  |  |
| 7  | Monia      | Monia      | Monia      | Monia      | Philippe   | Elena      | Donato     | Matteo     | Alessandra |          |          |          |          |          |       |  |  |  |  |  |  |  |  |  |  |  |  |  |  |  |  |  |  |  |  |  |  |  |  |  |  |  |  |  |  |  |  |  |  |  |  |  |  |  |  |  |  |  |  |  |  |  |  |  |  |  |  |  |  |  |  |  |  |  |  |  |  |  |  |  |  |  |  |  |  |  |  |  |  |  |  |  |  |  |  |  |  |  |  |  |  |  |  |  |  |  |  |  |  |  |  |  |  |  |  |  |  |  |  |  |  |  |  |  |  |  |  |  |  |  |  |  |  |
| 8  | Philippe   | Philippe   | Valeria    | Philippe   | Sara       | Alessandra | Alessandra | Donato     |            |          |          |          |          |          |       |  |  |  |  |  |  |  |  |  |  |  |  |  |  |  |  |  |  |  |  |  |  |  |  |  |  |  |  |  |  |  |  |  |  |  |  |  |  |  |  |  |  |  |  |  |  |  |  |  |  |  |  |  |  |  |  |  |  |  |  |  |  |  |  |  |  |  |  |  |  |  |  |  |  |  |  |  |  |  |  |  |  |  |  |  |  |  |  |  |  |  |  |  |  |  |  |  |  |  |  |  |  |  |  |  |  |  |  |  |  |  |  |  |  |  |  |  |  |
| 9  | Sara       | Sara       | Sara       | Valeria    | Arturo     | Arturo     | Arturo     |            |            |          |          |          |          |          |       |  |  |  |  |  |  |  |  |  |  |  |  |  |  |  |  |  |  |  |  |  |  |  |  |  |  |  |  |  |  |  |  |  |  |  |  |  |  |  |  |  |  |  |  |  |  |  |  |  |  |  |  |  |  |  |  |  |  |  |  |  |  |  |  |  |  |  |  |  |  |  |  |  |  |  |  |  |  |  |  |  |  |  |  |  |  |  |  |  |  |  |  |  |  |  |  |  |  |  |  |  |  |  |  |  |  |  |  |  |  |  |  |  |  |  |  |  |  |
| 10 | Elena      | Alessandra | Gino       | Sara       | Philippe   | Giovanni   |            |            |            |          |          |          |          |          |       |  |  |  |  |  |  |  |  |  |  |  |  |  |  |  |  |  |  |  |  |  |  |  |  |  |  |  |  |  |  |  |  |  |  |  |  |  |  |  |  |  |  |  |  |  |  |  |  |  |  |  |  |  |  |  |  |  |  |  |  |  |  |  |  |  |  |  |  |  |  |  |  |  |  |  |  |  |  |  |  |  |  |  |  |  |  |  |  |  |  |  |  |  |  |  |  |  |  |  |  |  |  |  |  |  |  |  |  |  |  |  |  |  |  |  |  |  |  |
| 11 | Elisabetta | Donato     | Matteo     | Monia      | Valeria    |            |            |            |            |          |          |          |          |          |       |  |  |  |  |  |  |  |  |  |  |  |  |  |  |  |  |  |  |  |  |  |  |  |  |  |  |  |  |  |  |  |  |  |  |  |  |  |  |  |  |  |  |  |  |  |  |  |  |  |  |  |  |  |  |  |  |  |  |  |  |  |  |  |  |  |  |  |  |  |  |  |  |  |  |  |  |  |  |  |  |  |  |  |  |  |  |  |  |  |  |  |  |  |  |  |  |  |  |  |  |  |  |  |  |  |  |  |  |  |  |  |  |  |  |  |  |  |  |
| 12 | Gino       | Elisabetta | Giovanni   | Giovanni   | Elisabetta |            |            |            |            |          |          |          |          |          |       |  |  |  |  |  |  |  |  |  |  |  |  |  |  |  |  |  |  |  |  |  |  |  |  |  |  |  |  |  |  |  |  |  |  |  |  |  |  |  |  |  |  |  |  |  |  |  |  |  |  |  |  |  |  |  |  |  |  |  |  |  |  |  |  |  |  |  |  |  |  |  |  |  |  |  |  |  |  |  |  |  |  |  |  |  |  |  |  |  |  |  |  |  |  |  |  |  |  |  |  |  |  |  |  |  |  |  |  |  |  |  |  |  |  |  |  |  |  |
| 13 | Valeria    | Maria      | Philippe   | Gino       |            |            |            |            |            |          |          |          |          |          |       |  |  |  |  |  |  |  |  |  |  |  |  |  |  |  |  |  |  |  |  |  |  |  |  |  |  |  |  |  |  |  |  |  |  |  |  |  |  |  |  |  |  |  |  |  |  |  |  |  |  |  |  |  |  |  |  |  |  |  |  |  |  |  |  |  |  |  |  |  |  |  |  |  |  |  |  |  |  |  |  |  |  |  |  |  |  |  |  |  |  |  |  |  |  |  |  |  |  |  |  |  |  |  |  |  |  |  |  |  |  |  |  |  |  |  |  |  |  |
| 14 | Arturo     | Valeria    | Fedele     |            |            |            |            |            |            |          |          |          |          |          |       |  |  |  |  |  |  |  |  |  |  |  |  |  |  |  |  |  |  |  |  |  |  |  |  |  |  |  |  |  |  |  |  |  |  |  |  |  |  |  |  |  |  |  |  |  |  |  |  |  |  |  |  |  |  |  |  |  |  |  |  |  |  |  |  |  |  |  |  |  |  |  |  |  |  |  |  |  |  |  |  |  |  |  |  |  |  |  |  |  |  |  |  |  |  |  |  |  |  |  |  |  |  |  |  |  |  |  |  |  |  |  |  |  |  |  |  |  |  |
| 15 | Fedele     | Alessia    |            |            |            |            |            |            |            |          |          |          |          |          |       |  |  |  |  |  |  |  |  |  |  |  |  |  |  |  |  |  |  |  |  |  |  |  |  |  |  |  |  |  |  |  |  |  |  |  |  |  |  |  |  |  |  |  |  |  |  |  |  |  |  |  |  |  |  |  |  |  |  |  |  |  |  |  |  |  |  |  |  |  |  |  |  |  |  |  |  |  |  |  |  |  |  |  |  |  |  |  |  |  |  |  |  |  |  |  |  |  |  |  |  |  |  |  |  |  |  |  |  |  |  |  |  |  |  |  |  |  |  |
| 16 | Chiara     |            |            |            |            |            |            |            |            |          |          |          |          |          |       |  |  |  |  |  |  |  |  |  |  |  |  |  |  |  |  |  |  |  |  |  |  |  |  |  |  |  |  |  |  |  |  |  |  |  |  |  |  |  |  |  |  |  |  |  |  |  |  |  |  |  |  |  |  |  |  |  |  |  |  |  |  |  |  |  |  |  |  |  |  |  |  |  |  |  |  |  |  |  |  |  |  |  |  |  |  |  |  |  |  |  |  |  |  |  |  |  |  |  |  |  |  |  |  |  |  |  |  |  |  |  |  |  |  |  |  |  |  |
| 17 | Peperita   |            |            |            |            |            |            |            |            |          |          |          |          |          |       |  |  |  |  |  |  |  |  |  |  |  |  |  |  |  |  |  |  |  |  |  |  |  |  |  |  |  |  |  |  |  |  |  |  |  |  |  |  |  |  |  |  |  |  |  |  |  |  |  |  |  |  |  |  |  |  |  |  |  |  |  |  |  |  |  |  |  |  |  |  |  |  |  |  |  |  |  |  |  |  |  |  |  |  |  |  |  |  |  |  |  |  |  |  |  |  |  |  |  |  |  |  |  |  |  |  |  |  |  |  |  |  |  |  |  |  |  |  |

Legenda:
     Il concorrente ha vinto la gara
     Il concorrente si è classificato secondo
     Il concorrente si è classificato terzo
     Il concorrente ha vinto la puntata ed ha diritto ad indossare il "grembiule blu"
     Il concorrente ha vinto la puntata ed anche la prova tecnica
     Il concorrente accede in finale
     Il concorrente ha vinto la prova tecnica ed è salvo
     Il concorrente ha affrontato la prova salvezza ed è salvo
     Il concorrente è salvo ed accede alla puntata successiva (l'ordine di chiamata è casuale)
     Il concorrente figura tra gli ultimi 2 o 3 classificati ed è a rischio eliminazione
     Il concorrente è stato eliminato al termine della prova tecnica
     Il concorrente è stato eliminato
     Il concorrente si è ritirato dalla gara
     Il concorrente accede alla finalissima
|               | 1         | 2         | 3         | 4         | 5         | 6         | 7         | 8          | 9         | 10          | 11        | 12        | Semifinale | Finale     | Grembiuli blu vinti |
| Prova Tecnica | N.D.      | N.D.      | N.D.      | N.D.      | N.D.      | Monia     | Elena     | Alessandra | Sara      | Maria       | Monia     | Monia     | N.D.       | N.D.       | Grembiuli blu vinti |
| Sara          | PRIMA     | PRIMA     | SALVA     | SALVA     | PRIMA     | SALVA     | PRIMA     | SALVA      | SALVA     | ULTIMI 3    | PRIMA     | PRIMA     | SECONDA    | VINCITRICE | 3                   |
| Monia         | PRIMA     | PRIMA     | PRIMA     | SALVA     | PRIMA     | PRIMA     | SALVA     | SALVA      | SALVA     | ULTIMI 3    | SALVA     | SALVA     | TERZA      | SECONDA    | 1                   |
| Philippe      | PRIMO     | PRIMO     | ULTIMI 2  | PRIMO     | ULTIMI 3  | SALVO     | SALVO     | SALVO      | SALVO     | ULTIMI 3    | ULTIMI 3  | SALVO     | PRIMO      | TERZO      | 0                   |
| Maria         | PRIMA     | SALVA     | PRIMA     | PRIMA     | PRIMA     | SALVA     | SALVA     | SALVA      | PRIMA     | SALVA       | SALVA     | ULTIMI 2  | ELIMINATA  |            | 1                   |
| Matteo        | PRIMO     | PRIMO     | SALVO     | PRIMO     | PRIMO     | SALVO     | ULTIMI 3  | ULTIMI 3   | SALVO     | ...SALVO... | ULTIMI 3  | ELIMINATO |            |            | 0                   |
| Elena         | SALVA     | PRIMA     | PRIMA     | PRIMA     | SALVA     | SALVA     | SALVA     | ULTIMI 3   | ULTIMI 2  | PRIMA       | ELIMINATA |           |            |            | 1                   |
| Alessandra    | PRIMA     | SALVA     | PRIMA     | PRIMA     | PRIMA     | ULTIMI 3  | SALVA     | PRIMA      | ELIMINATA |             |           |           |            |            | 1                   |
| Donato        | PRIMO     | SALVO     | PRIMO     | PRIMO     | PRIMO     | SALVO     | ULTIMI 3  | ELIMINATO  |           |             |           |           |            |            | 0                   |
| Arturo        | ULTIMI 3  | PRIMO     | PRIMO     | PRIMO     | SALVO     | ULTIMI 3  | ELIMINATO |            |           |             |           |           |            |            | 0                   |
| Giovanni      | PRIMO     | PRIMO     | SALVO     | ULTIMI 2  | PRIMO     | ELIMINATO |           |            |           |             |           |           |            |            | 0                   |
| Valeria       | SALVA     | ULTIMI 2  | PRIMA     | PRIMA     | ELIMINATA |           |           |            |           |             |           |           |            |            | 0                   |
| Elisabetta    | SALVA     | SALVA     | PRIMA     | PRIMA     | ELIMINATA |           |           |            |           |             |           |           |            |            | 0                   |
| Gino          | SALVO     | PRIMO     | SALVO     | ELIMINATO |           |           |           |            |           |             |           |           |            |            | 0                   |
| Fedele        | ULTIMI 3  | PRIMO     | ELIMINATO |           |           |           |           |            |           |             |           |           |            |            | 0                   |
| Alessia       | PRIMA     | ELIMINATA |           |           |           |           |           |            |           |             |           |           |            |            | 0                   |
| Chiara        | ELIMINATA |           |           |           |           |           |           |            |           |             |           |           |            |            | 0                   |
| Peperita      | RITIRATO  |           |           |           |           |           |           |            |           |             |           |           |            |            | 0                   |

Legenda:
     Il concorrente ha vinto la gara
     Il concorrente ha vinto il grembiule blu
     Il concorrente supera la prima prova
     Il concorrente supera la prova salvezza
     Il concorrente è salvo e accede alla puntata successiva
     Il concorrente, al termine della puntata, figura tra gli ultimi 2 o 3 classificati ed è a rischio eliminazione, ma si salva
     Il concorrente è stato eliminato
     Il concorrente si è ritirato dalla gara
     Il concorrente ha perso la sfida finale

## Riassunto episodi

### Episodio 1
Prima TV: 4 settembre 2020
In questo primo episodio i 16 migliori pasticceri risultanti dai casting sono stati sorteggiati in due batterie da 8 ciascuna. I componenti di entrambe hanno dovuto, a turno, affrontare la medesima prova, nello stile delle prove creative. Al termine di ciascuna batteria, i giudici hanno espresso un parere positivo o negativo per ciascuno dei dolci presentati, salvando nell'uno e mandando a rischio eliminazione nell'altro caso il pasticcere interessato.
Determinati i concorrenti a rischio eliminazione di entrambe le batterie, identificati attraverso un grembiule rosso, gli stessi si sono dovuti rimettere ai fornelli per sostenere la prova di salvataggio, volta a scegliere chi fosse, in fin dei conti, il concorrente a dover abbandonare il tendone.
- La prova creativa: torta curriculum, che racconti di sé come persone e pasticceri
  - Prima batteria: Alessia, Arturo, Donato, Elena, Fedele, Giovanni, Monia, Valeria
    - Peggiori: Arturo, Elena, Fedele, Valeria

  - Seconda batteria: Alessandra, Chiara, Elisabetta, Gino, Maria[8], Matteo, Philippe, Sara
    - Peggiori: Chiara, Elisabetta, Gino
- La prova salvezza: piramide di macarons, alta almeno 30 cm
- Concorrente eliminato: Chiara

### Episodio 2
Prima TV: 11 settembre 2020
Similmente a quanto accaduto nella prima puntata, anche in questo episodio i concorrenti sono stati suddivisi in due batterie, composte rispettivamente da otto e sette pasticceri. Successivamente, i componenti di entrambe hanno dovuto, a turno, affrontare due prove tecniche dello stesso grado di difficoltà. Al termine di ciascuna batteria, il giudice ideatore della prova in questione ha espresso un parere positivo o negativo per ciascuno dei dolci presentati, determinando così i pasticceri qualificati direttamente alla puntata successiva e quelli che, invece, hanno dovuto indossare il grembiule rosso.
I pasticceri con il grembiule rosso si sono quindi cimentati in una seconda prova, di salvezza, al termine della quale è stato decretato il concorrente eliminato.
- La prova tecnica: torta Soleil di Ernst Knam (prima batteria) e torta Crème de la crème di Damiano Carrara (seconda batteria)
  - Prima batteria: Alessia, Gino, Giovanni, Maria, Monia, Philippe, Sara, Valeria
    - Peggiori: Alessia, Maria, Valeria

  - Seconda batteria: Alessandra, Arturo, Donato, Elena, Elisabetta, Fedele, Matteo
    - Peggiori: Alessandra, Donato, Elisabetta
- La prova salvezza: torta al cioccolato, decorata con almeno cinquanta tartufini[9]
- Concorrente eliminato: Alessia

### Episodio 3
Prima TV: 18 settembre 2020
Questa puntata, dedicata al decimo anniversario dell'emittente Real Time, si è svolta sulla falsariga dei due episodi precedenti. Innanzitutto, i concorrenti sono stati suddivisi in due batterie da sette pasticceri ciascuna. Successivamente, sono state somministrate alle stesse due prove creative di pari difficoltà. Per ciascuna batteria i giudici hanno valutato singolarmente ciascun dolce, mandando a rischio eliminazione i pasticceri giudicati non sufficienti nella propria prova.
Al termine di questa prima fase, i concorrenti che non hanno superato la prova creativa si sono dovuti scontrare con la prova salvezza, strutturata in questa puntata a mo' di prova tecnica. In seguito all'assaggio, i giudici hanno stilato una classifica di gradimento decretando, con essa, anche il concorrente eliminato.
- La prova creativa: Federico Fashion Cake[10] (prima batteria) e Crostata delle cerimonie[11] (seconda batteria)
  - Prima batteria[12]: Alessandra, Donato, Elena, Giovanni, Matteo, Sara, Valeria
    - Peggiori: Giovanni, Matteo, Sara

  - Seconda batteria[13]: Arturo, Elisabetta, Fedele, Gino, Maria, Monia, Philippe
    - Peggiori: Fedele, Gino, Philippe
- La prova salvezza[14]: torta Realissima di Ernst Knam
- Concorrente eliminato: Fedele

### Episodio 4
Prima TV: 25 settembre 2020
Così come già accaduto nelle puntate precedenti, anche in questa i giudici hanno suddiviso i tredici concorrenti rimasti in gara in due batterie, rispettivamente composte da sette e sei pasticceri. A ciascuna di esse è stata assegnata una prova creativa di pari complessità e i concorrenti che, secondo i giudici, non hanno portato a termine con successo la propria prova sono stati mandati a rischio eliminazione.
Analogamente a quanto occorso nello scorso episodio, anche in questo caso i concorrenti finiti alla prova salvezza hanno dovuto fare i conti con una prova tecnica, in conclusione della quale è stata stilata una classifica. Il concorrente piazzatosi in ultima posizione ha dovuto abbandonare il tendone.
- La prova creativa[15]: picnic sull'erba[16] (prima batteria) e Tea Time all'inglese[17] (seconda batteria)
  - Prima batteria: Alessandra, Arturo, Elisabetta, Gino, Giovanni, Maria, Valeria
    - Peggiori: Gino, Giovanni

  - Seconda batteria: Donato, Elena, Matteo, Monia, Philippe, Sara
    - Peggiori: Monia, Sara
- La prova salvezza[18]: torta Cloud Nine di Damiano Carrara
- Concorrente eliminato: Gino

### Episodio 5
Prima TV: 2 ottobre 2020
Anche in questa puntata, come nelle precedenti, i concorrenti sono stati anzitutto divisi in due batterie composte da sei concorrenti ciascuna. Tema dell'episodio era il doppio, pertanto i pasticceri rimasti in gara sono stati fin da subito avvisati della doppia eliminazione che si sarebbe verificata in seguito alla prova salvezza. Le batterie hanno dovuto affrontare due prove di simile difficoltà, su modello delle prove sorpresa. Al termine di ognuna, i giudici hanno assaggiato i dolci preparati e valutato positivamente o negativamente il lavoro del singolo concorrente, mandandolo a rischio eliminazione nel secondo caso.
Come prova salvezza, i pasticceri a rischio eliminazione hanno dovuto preparare due torte in contemporanea nello stile delle prove tecniche. I giudici hanno, dunque, stilato una classifica finale, decretando così le eliminazioni della puntata.
- La prova sorpresa: torta Due in una[19] (prima batteria) e torte Il dolce e salato[20] (seconda batteria)
  - Prima batteria: Arturo, Donato, Elena, Elisabetta, Giovanni, Matteo
    - Peggiori: Arturo, Elena, Elisabetta

  - Seconda batteria: Alessandra, Maria, Monia, Philippe, Sara, Valeria
    - Peggiori: Philippe, Valeria
- La prova salvezza: torta Arnia di Ernst Knam e torta Autunno di Damiano Carrara[21]
- Concorrenti eliminati: Elisabetta, Valeria

### Episodio 6
Prima TV: 9 ottobre 2020
- La prova creativa: casatiello e zeppole napoletani
- La prova tecnica: cassata di Damiano Carrara[22]
- La prova sorpresa: taralli dolci, pasticciotti e cartellate pugliesi[23]
- Concorrente eliminato: Giovanni

### Episodio 7
Prima TV: 16 ottobre 2020
- Giudice ospite: Chiara Maci
- La prova creativa: torta Trionfo di frutta, con frutta fresca[24]
- La prova tecnica: torta Cristalli di frutta di Ernst Knam[25][26]
- La prova sorpresa: natura morta di frutta[27]
- Concorrente eliminato: Arturo

### Episodio 8
Prima TV: 23 ottobre 2020
- La prova creativa: torta regale[28]
- La prova tecnica: Torta della regina nonna di Martina Russo, vincitrice della settima edizione[29]
- La prova sorpresa: Crown Cake, ovvero una torta a forma di corona[30]
- Concorrente eliminato: Donato

### Episodio 9
Prima TV: 30 ottobre 2020
- Giudice ospite: Hirohiko Shoda
- La prova creativa: biscotti della fortuna e mochi[31]
- La prova tecnica: torta pergamena di Damiano Carrara[32]
- La prova sorpresa: Fault Line Cake[33]
- Concorrente eliminato: Alessandra

### Episodio 10
Prima TV: 6 novembre 2020
- La prova creativa: dolce a base di meringhe[34]
- La prova tecnica: Autumn Dome di Ernst Knam[35][36]
- La prova sorpresa: Caramel Cake[37][38]
- Concorrente eliminato: i giudici decidono di non eliminare nessuno. Non si scopre il vincitore.

### Episodio 11
Prima TV: 13 novembre 2020
- Giudice ospite: Gino D'Acampo
- La prova creativa: croissant[39]
- La prova tecnica: torta salata Bomba di riso di Damiano Carrara[40]
- La prova sorpresa: due fritti salati e uno dolce[41]
- Concorrente eliminato: Elena

### Episodio 12
Prima TV: 20 novembre 2020
- La prova creativa: Religieuse à l'ancienne[42]
- La prova tecnica: Savarin di Csaba dalla Zorza[43]
- La prova sorpresa: petite pâtisserie[44]
- Concorrente eliminato: Matteo

### Episodio 13 - Semifinale
Prima TV: 27 novembre 2020
Al termine di ogni prova, i giudici decretano il migliore, che ha diritto di accedere direttamente in finale, senza disputare le prove successive, utilizzando un pass denominato “golden ticket”.
- La prova creativa: torta sbilenca
  - Migliore: Philippe
- La prova tecnica: Galaxy Cake di Ernst Knam
  - Migliore: Sara
- La prova sorpresa: domino di wafer[45]
  - Migliore: Monia
- Concorrente eliminato: Maria

### Episodio 14 - Finale
Prima TV: 4 dicembre 2020
- Prova creativa: quattro tipologie di monoporzioni, in numero di 25 per ciascuna preparazione
- Prova tecnica: Torta ricotta e pere di Sal Di Riso
- Prova finale: Torta cavallo di battaglia
- Primo classificato: Sara
- Secondo classificato: Monia
- Terzo classificato[46]: Philippe

## Ascolti
Auditel riferito a Real Time e Real Time + 1.
| Puntata    | Messa in onda     | Telespettatori | Share | Ospiti         |
| ---------- | ----------------- | -------------- | ----- | -------------- |
| 1          | 4 settembre 2020  | 782.000        | 4,00% | -              |
| 2          | 11 settembre 2020 | 916.000        | 4,50% | -              |
| 2          | 18 settembre 2020 | 733.000        | 3,40% | -              |
| 4          | 25 settembre 2020 | 869.000        | 3,70% | -              |
| 5          | 2 ottobre 2020    | 670.000        | 2,80% | -              |
| 6          | 9 ottobre 2020    | 721.000        | 3,00% | -              |
| 7          | 16 ottobre 2020   | 804.000        | 3,20% | Chiara Maci    |
| 8          | 23 ottobre 2020   | 770.000        | 3,00% | Martina Russo  |
| 9          | 30 ottobre 2020   | 731.000        | 2,90% | Hirohiko Shoda |
| 10         | 6 novembre 2020   | 824.000        | 3,10% | -              |
| 11         | 13 novembre 2020  | 834.000        | 3,10% | Gino D'Acampo  |
| 12         | 20 novembre 2020  | 841.000        | 3,10% | -              |
| Semifinale | 27 novembre 2020  | 1.004.000      | 3,80% | -              |
| Finale     | 4 dicembre 2020   | 1.029.000      | 3,95% | -              |
| Media      | Media             | 823.000        | 3,39% |                |